# Nella città perduta di Sarzana
Pour plus de détails, voir Fiche technique et Distribution.
Nella città perduta di Sarzana est un film dramatique italien réalisé par Luigi Faccini et sorti en 1980.

## Synopsis
Des retours en arrière rappellent ce qui s'est passé à Sarzana en juillet 1921 à travers la dictée de son rapport par le préfet Vincenzo Trani, chargé par le Premier ministre de l'époque, Ivanoe Bonomi, de rétablir la paix dans la ville.
Tout a commencé par une intervention des carabiniers, commandés par le jeune lieutenant Vinci Giovan Battista Nicodemi, contre une voiture et deux camions transportant des fascistes qui venaient de tuer sans raison quelques personnes à Tendola, en Lunigiana, lors d'une fête de village. Parmi les fascistes se trouve le ras de Carrare, Renato Ricci (it), qui est giflé par le lieutenant Nicodemi. Les fascistes tentent de s'enfuir à travers les champs mais sont rattrapés et emprisonnés. Entre-temps, le capitaine des carabiniers Guido Jurgens (it) entre en scène, chargé de protéger Sarzana, car les Arditi del Popolo et le Comité de défense se sont armés à l'intérieur de la ville en prévision d'une expédition punitive.
Le 18 juillet, l'avocat Terzi, socialiste et maire de la ville, tente d'alerter le gouvernement par un télégramme à son parti que les fascistes préparent une expédition contre la ville. Le lendemain, les Arditi del Popolo arrêtent et emprisonnent deux squadristes de La Spezia, Amedeo Maiani et Augusto Bisagno, dans le but d'obtenir davantage d'informations. Giuliani, membre du Comité de défense, invite les Arditi del Popolo à remettre les deux otages aux carabiniers, mais ceux-ci sont tués et leurs cadavres abandonnés.
Dans la nuit du 20 au 21 juillet, un groupe important de fascistes arrive à la gare de Sarzana, en suivant la voie ferrée dans l'obscurité, mais à leur arrivée, ils sont confrontés au capitaine Guido Jurgens, déployé avec ses carabiniers. Les deux groupes s'affrontent et l'un des fascistes, Amerigo Dumini, futur assassin de Giacomo Matteotti, affronte Jurgens. Lorsque les fascistes commencent à tirer, la situation se précipite et treize d'entre eux sont tués.
Entre-temps, le préfet Trani a été remplacé par le vice-préfet de Gênes, Rossi, qui avait reçu directement de Rome la mission secrète de normaliser la situation à Sarzana. Après les affrontements, les corps des fascistes sont placés dans des cercueils et chargés dans le train avec l'honneur des armes, tandis que les carabiniers reçoivent l'ordre de désarmer les Arditi del Popolo et le Comité de défense.
Le film se termine sur le préfet Trani qui termine son rapport et se rend à Rome, suivi d'une série d'images d'archives sur la conquête du pouvoir par les fascistes.

## Fiche technique
- Titre original italien : Nella città perduta di Sarzana[1] (litt. « Dans la cité perdue de Sarzana »)
- Réalisation : Luigi Faccini
- Scénario : Luigi Faccini, Pier Giovanni Anchisi (it)
- Photographie : Nevio Sivini
- Montage : Gianni Lari
- Musique : Nocenzi (it) et Gianni Nocenzi (it)
- Décors : Mariano Mercuri (it)
- Production : Marina Piperno
- Sociétés de production : Rai Cinema
- Pays de production :  Italie
- Langues originales : italien
- Format : couleurs
- Genre : drame
- Durée : 118 minutes
- Dates de sortie : 
  - Italie : 2 septembre 1980 (Mostra de Venise 1980)[2] ; 22 août 1980 et 29 août 1980 (diffusion télévisée)
  - France : décembre 1980 (Nice)[3]

## Distribution
- Franco Graziosi : Inspecteur Trani
- Riccardo Cucciolla : Terzi, maire de Sarzana
- Claudio Gora : Hon. Ollandini
- Raffaele Bondini : Colonel de la Garde Royale
- Bruno Corazzari : président de la commission de la défense
- Roberto Posse : Capitaine Jurgens
- Piero Vida : assistant de Trani
- Bruno Cattaneo : Dauphins
- Ernesto Colli : Ramella
- Ezio Marano : Sous-préfet de Gênes
- Pierluigi Aprà : Amerigo Dumini
- Marisa Mantovani : actrice
- Ugo Bologna : préfet de Massa
- Daniele Pagani (it) : Pin
- Gianni Mantesi : Honorable Francesco Rossi

### Galerie de personnages
- Capitaine Guido Jurgens (it), commandant de la Guardia Regia de Sarzana
- Préfet Vincenzo Trani, envoyé par Bonomi pour rétablir l'ordre dans la ville de Sarzana
- Lieutenant Nicodemi, carabinier
- Sous-préfet de Gênes Rossi, pro-fasciste
- Renato Ricci, ex-volontaire de la Première Guerre mondiale, ras de Carrare
- Vittorio Mario Giuliani, antifasciste, chef du comité de défense.
- Amerigo Dumini, squadriste et ras de Florence, futur chef de la bande qui a enlevé et tué Giacomo Matteotti.

## Inexactitudes historiques
Le récit des événements de Sarzana comporte quelques erreurs historiques, dont le contexte peut être documenté dans les pages du livre de l'historien Cantagalli et dans les déclarations faites par les protagonistes des événements, tels que le lieutenant Nicodemi et le capitaine Jurgens, au moment de l'incident :
- Le film raconte que le lieutenant Nicodemi a giflé le fasciste Renato Ricci. Ce fait, déjà nié à l'époque des faits par Ricci lui-même[4], a également été nié par le lieutenant dans une déclaration faite en 1945[5].

- L'épisode de la capture et de l'assassinat de Maiani et Bisagno est réfuté par le livre de Cantagalli[6], qui décrit l'incident différemment. Selon la reconstitution de Cantagalli, les deux hommes, qui s'étaient enfuis d'un village voisin, ont été tués par les habitants qui, ne les connaissant pas, les tenaient pour responsables de la mort d'un paysan retrouvé assassiné.

- L'arrivée de l'équipe de chemises noires le long de la voie ferrée s'est déroulée différemment de ce qui est montré dans le film. Selon la reconstitution de Cantagalli[6], pendant la marche nocturne, les fascistes ont tiré sur un train qui passait et les passagers du train ont alerté les carabiniers de Sarzana une fois arrivés à destination.

- Le film montre l'arrivée des chemises noires dans la nuit du 20 au 21 juillet, alors que selon la reconstitution de Cantagalli, l'arrivée a eu lieu à l'aube du 21 juillet.